# Новониканоровка
Новониканоровка (укр. Новониканорівка) — село, относится к Сватовскому району Луганской области Украины.
Население по переписи 2001 года составляло 424 человека. Почтовый индекс — 92613. Телефонный код — 6471. Занимает площадь 2,959 км². Код КОАТУУ — 4424055402.

## Местный совет
92612, Луганська обл., Сватівський р-н, смт. Нижня Дуванка, вул. Леніна, 79  (укр.)